# Myxocyprinus asiaticus
Myxocyprinus asiaticus — субтропічний прісноводний вид риб з родини чукучанових (Catostomidae), єдиний представник роду Myxocyprinus і підродини Myxocyprininae.
Поширений в басейні річки Янцзи (Китай).
Має комерційне значення в рибальстві та аквакультурі.
Може сягати 80-90 см завдовжки і ваги до 40 кг.

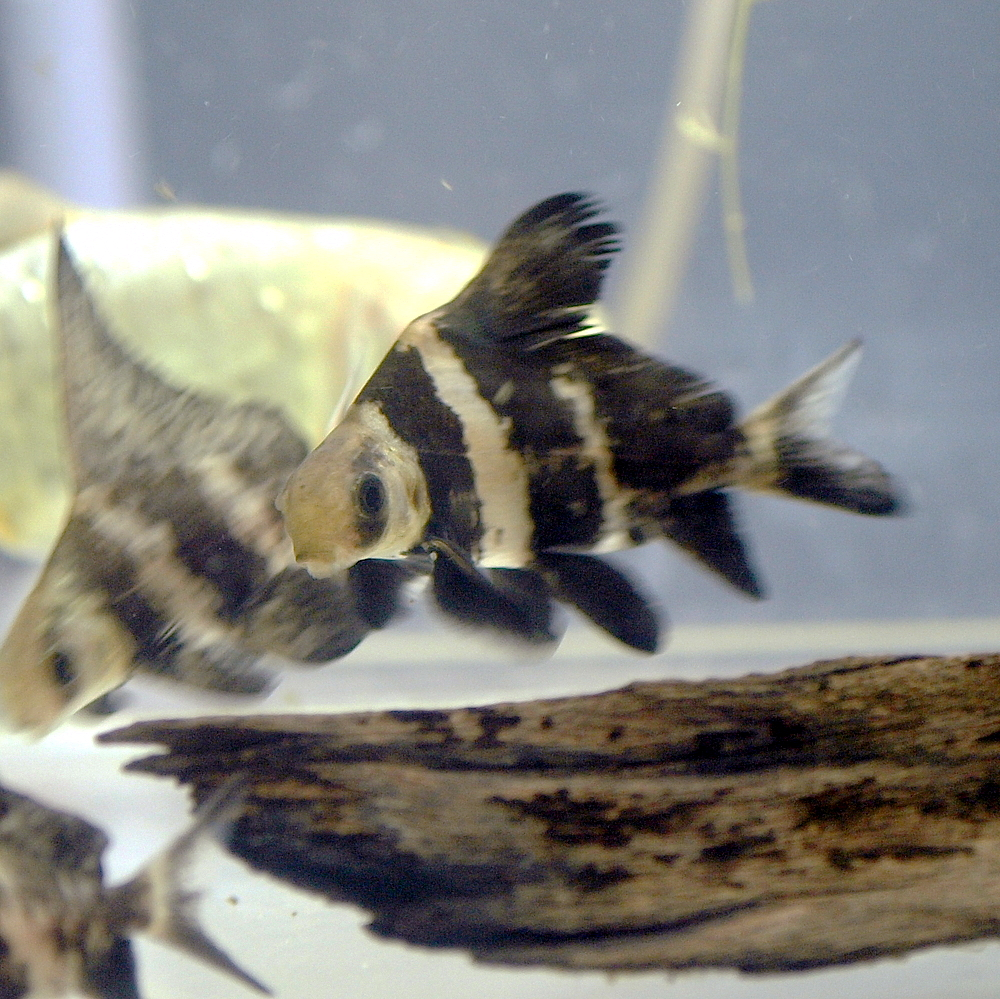
Молодь Myxocyprinus asiaticus в акваріумі.

Тіло відносно високе. Виділяється трикутний, високий і дуже довгий спинний плавець. У спинному плавці 52-57 променів, в анальному 12-14. Губи товсті, вусиків немає. Глоткові зуби розташовані гребінцем в 1 ряд. 47-55 лусок у бічній лінії.
Молодь має характерне забарвлення, що складається з трьох широких похилих темних смуг. Коли риби сягають розміру 30-35 см завдовжки, смуги на тілі щезають, і забарвлення стає однотонним. У період нересту самці мають інтенсивне червоне забарвлення.
Демерсальний, потамодромний вид риб. Зустрічається переважно в основних руслах річок. Молодь, як правило, тримається на мілководді, тоді як більші особини воліють глибших ділянок. Температура води: 15-28 °C. Всеїдний бентосний вид, у природі його раціон складається з комах, ракоподібних, дрібних молюсків, кільчастих червів, водоростей та іншої рослинної їжі.
Визрівають у віці приблизно 6 років. В період з лютого по квітень здійснюють щорічні міграції на нерест у верхів'я річок.
Молодь Myxocyprinus asiaticus регулярно присутня в торгівлі акваріумними рибами. Проте, зважаючи на розмір цих риб, їх можна тримати лише у великих громадських акваріумах. Вид мирний, підходить до спільного утримання з іншими великими річковими рибами. Потребує чистої води з високим рівнем розчиненого кисню та штучної течії.